# Moronta
Moronta – gmina w Hiszpanii, w prowincji Salamanka, w Kastylii i León, o powierzchni 27,7 km². W 2011 roku gmina liczyła 94 mieszkańców.